# Robert Bush
Robert Bush (Tacoma, 4 oktober 1926 - Olympia, 8 november 2005) was een Amerikaans marinier tijdens de Tweede Wereldoorlog en ondernemer.

## Levensloop
Bush was hospik bij het 2e bataljon 5e marine van de United States Navy en had de rang van eersteklas zeeman. Hij raakte gewond op 2 mei 1945 tijdens de Slag om Okinawa. Voor de moed die hij tijdens deze slag toonde, werd hij op 5 oktober 1945 door president Harry S. Truman tijdens een ceremonie in het Witte Huis onderscheiden met een Medal of Honor.
Na de oorlog vervolgde hij zijn highschool en studeerde vervolgens bedrijfsadministratie aan de Universiteit van Washington.
In 1951 richtte hij Bayview Lumber Company op in South Bend en later Bayview Redi-Mix in Elma, beide in de staat Washington. Met beide bedrijven behaalde hij jaaromzetten van meerdere miljoenen dollars.
Journalist Tom Brokaw schreef een hoofdstuk over Bush in zijn boek The Greatest Generation uit 1998.

## Erkenning
Voor zijn moed in de oorlog werd hij onderscheiden met een Medal of Honor en een Purple Heart. Ook werd hij in 2001 met name genoemd als voorbeeldmarinier door de uitreiking van zowel de Algemene vrijheidsprijs van de Four Freedoms Awards als de prijs in de categorie Vrijwaring van vrees.

## Decoraties
| U.S. militaire decoraties |                |
|                           | Medal of Honor |
|                           | Purple Heart   |